# Veselé
Veselé este o comună slovacă, aflată în districtul Piešťany din regiunea Trnava. Localitatea se află la altitudinea de 161 m deasupra n.m., se întinde pe o suprafață de 13,87 km2 și în 2017 număra 1.204 locuitori.

## Istoric
Localitatea Veselé este atestată documentar din 1390.

## Demografie
| An:                | 1994 | 2004   | 2014   | 2024   |
| ------------------ | ---- | ------ | ------ | ------ |
| Număr de persoane: | 1088 | 1125   | 1191   | 1246   |
| Diferență:         |      | +3,40% | +5,86% | +4,61% |

| An:                | 2023 | 2024   |
| ------------------ | ---- | ------ |
| Număr de persoane: | 1239 | 1246   |
| Diferență:         |      | +0,56% |